# 윤길용
윤길용(尹吉龍, 1957년~)은 대한민국의 언론인이다.

## 학력
- 대광고등학교
- 고려대학교 영어영문학과 학사
- 연세대학교 언론홍보대학원 저널리즘 석사

## 경력
- 1984 MBC 시사교양본부 PD
- 1990 PD수첩 창설 멤버
- 2001 미국 미시간주립대학교 VIPP과정 수료
- 2011.2 MBC 시사교양국 국장
- 2012 MBC 편성본부 팀장 (국장급)
- 한국소년보호협회 이사
- 한국방송협회 감사
- 2013.6~2017 울산문화방송 사장
- 2017 MBC넷 사장
- 새미래포럼 가짜뉴스 선정위원장